# Nachal Uzijahu
Nachal Uzijahu (hebrejsky: נחל עוזיהו) je vádí v jižním Izraeli, v pohoří Harej Ejlat.
Začíná v hornaté krajině na jižních svazích hory Har Uzijahu, nedaleko mezistátní hranice s Egyptem v nadmořské výšce cca 800 metrů, cca 13 kilometrů severozápadně od města Ejlat. Směřuje pak k východu rychle se zahlubujícím skalnatým kaňonem. Ústí zleva do vádí Nachal Racham.